# 3537 Jürgen
A 3537 Jürgen (ideiglenes jelöléssel 1982 VT) a Naprendszer kisbolygóövében található aszteroida. Edward L. G. Bowell fedezte fel 1982. november 15-én.